# Kanton La Guerche-de-Bretagne
La Guerche-de-Bretagne is een kanton van het Franse departement Ille-et-Vilaine. Het kanton maakt deel uit van het arrondissement Fougères-Vitré.

## Gemeenten
Het kanton La Guerche-de-Bretagne omvatte tot 2014 de volgende gemeenten:
- Availles-sur-Seiche
- Bais
- Chelun
- Drouges
- Eancé
- La Guerche-de-Bretagne (hoofdplaats)
- Moutiers
- Moulins
- Moussé
- Rannée
- La Selle-Guerchaise
- Visseiche

Ingevolge het decreet van 18 februari 2014, met uitwerking op 22 maart 2015 omvat het volgende 31 gemeenten :
- Arbrissel
- Argentré-du-Plessis
- Availles-sur-Seiche
- Bais
- Brielles
- Chelun
- Coësmes
- Domalain
- Drouges
- Eancé
- Essé
- Étrelles
- Forges-la-Forêt
- Gennes-sur-Seiche
- La Guerche-de-Bretagne
- Marcillé-Robert
- Martigné-Ferchaud
- Moulins
- Moussé
- Moutiers
- Le Pertre
- Rannée
- Retiers
- Saint-Germain-du-Pinel
- Sainte-Colombe
- La Selle-Guerchaise
- Le Theil-de-Bretagne
- Thourie
- Torcé
- Vergéal
- Visseiche